# Schmöger auf Adelzhausen

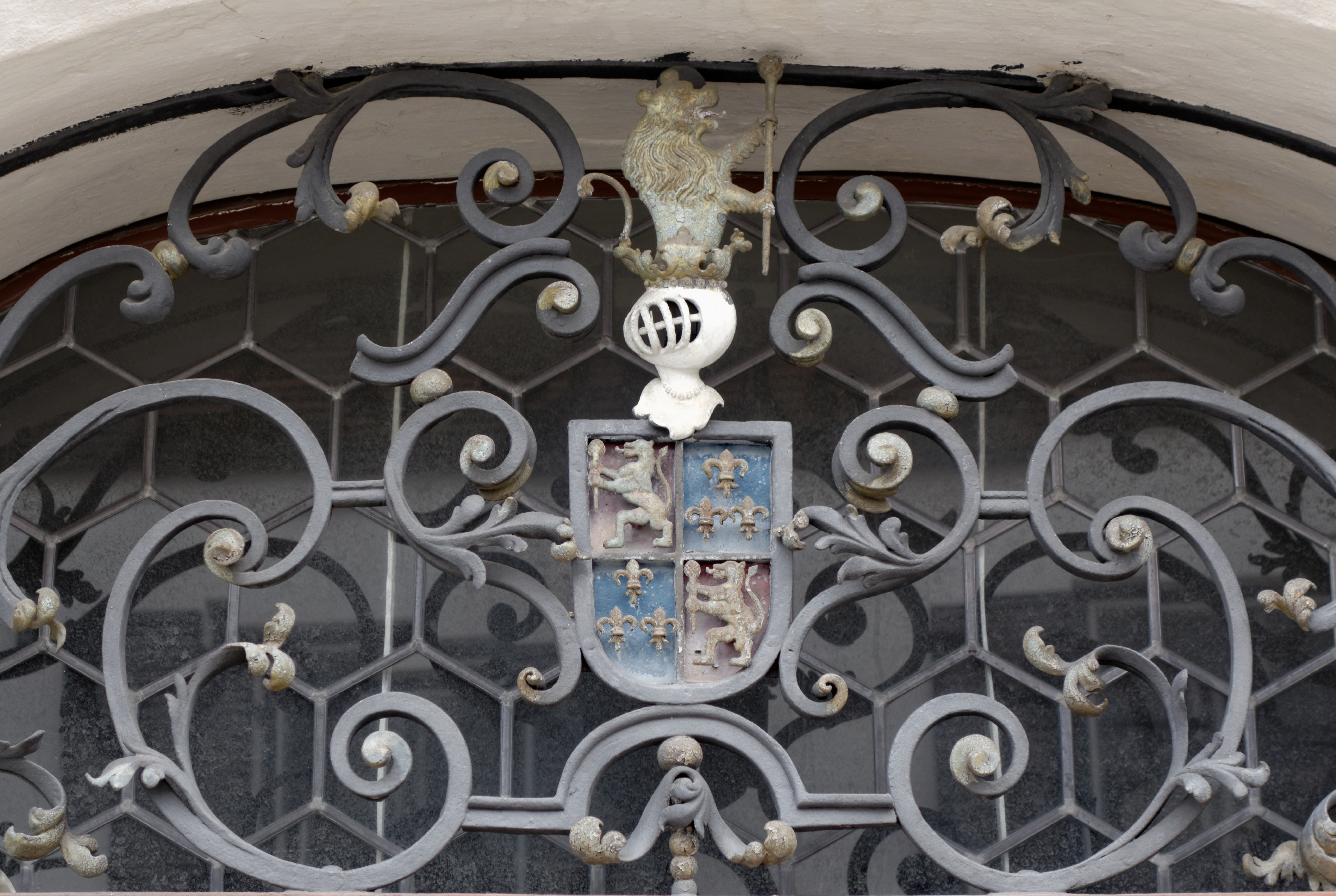
Familienwappen über dem alten Schulhaus von Friedberg, ehemals Kurfürstliches Maut- und Salzamt

Schmöger auf Adelzhausen ist der Name eines bayerischen briefadeligen Geschlechts.

## Geschichte
Als erster bezeugter Vorfahre der Familie gilt Blasius (I.) Schmöger (* um 1490; † 3. September 1554) Schmied im fränkischen Meiningen. Ein Zweig ließ sich dann im 17. Jahrhundert mit dem Bäckermeister Jacob Schmöger († 4. April 1658) im schwäbischen Ziemetshausen nachweisen, wo die weitverzweigte Familie über Generationen ansässig war. Dessen Enkel Franz Anton Schmöger, kurbayerischer Pfleger zu Friedberg und Wertingen, erhielt am 20. April 1744 in Frankfurt am Main von Kaiser Karl VII. das Adelsdiplom verliehen. Damit verbunden war die Lehenbesitzfähigkeit. Die kurfürstliche bayerische Ausschreibung für denselben erfolgte am 29. April 1746. Laut Hofmarkkonskription von 1752 war er Grundherr der Hofmark Adelzhausen. Das Geschlecht nannte sich seither von Schmöger auf Adelzhausen. Die Immatrikulation im Königreich Bayern bei der Adelsklasse für seinen Sohn, Franz Joseph von Schmöger auf Adelzhausen, königlich bayerischer Regierungsrat geschah am 25. Oktober 1813.

## Wappen
- Blasonierung: Geviertes Schild: 1 und 4 in Rot ein einwärts gekehrter goldener Löwe mit einem silbernen Morgenstern in den Pranken. 2 und 3 in Blau drei (2, 1) weiße Lilien. Helmzier ist der goldene Löwe  mit dem Morgenstern wachsend, die Helmdecken sind blau und gelb.[3]

## Genealogie (Auswahl)
- Georg Schmöger (* 17. März 1651; † 14. Januar 1722), Bäckermeister zu Ziemetshausen;[4] ⚭ Susanna Stäbe
  - Franz Anton von Schmöger (* 29. Januar 1696; † 1773), kurbayerischer Pflegsverweser zu Friedberg und Wertingen, kurfürstl. Rat;[5] ⚭ NN
    - Franz Joseph von Schmöger (* 28. Februar 1733; † 5. Mai 1821), königl. bayerischer Hofrat zu München[6][7]; ⚭ Magdalena Freiin von Wadenspan
      - Franz Joseph Ferdinand von Schmöger (* 8. Oktober 1761; † 8. Januar 1825), königl. bayerischer Generalmajor, Kommandant der Festung Würzburg;[8] ⚭ Elisabetha Schneider
        - Elise von Schmöger († 18. Mai 1857); ⚭ Josef Naus, königl. bayerischer Generalmajor und Vermessungsingenieur

      - Christoph von Schmöger (* 18. August 1765; † 30. Januar 1839), königl. bayerischer Regierungsrat, Oberst der Landwehr zu Regensburg[9][10]; ⚭ Katharina Sutor
        - Ferdinand von Schmöger (* 8. Januar 1792; † 4. März 1864), Professor und Konservator am Lyzeum Regensburg
        - Joseph von Schmöger, Aktuar am königl. Landgericht Pfaffenberg
        - Katharina von Schmöger; ⚭ 26. Februar 1826 Joachim von Ruf, königl. Landgerichtsassessor zu Stadtamhof[11]
        - Christoph von Schmöger, Priester und Vikar am Kollegialstift zu Regensburg

      - Nanette von Schmöger; ⚭ NN von Herscher

    - Maria Anna von Schmöger; ⚭ Markus Christoph Nicolaus von Massenhausen, kurbayerischer Hofkammerrat zu München[12]
    - NN von Schmöger; ⚭ NN
      - Sebastian von Schmöger, Grenzmautamtsgegenschreiber und Hauptmauthners auf dem Hochzoll bei Friedberg[13][14][15]
      - Johann Nepomuk von Schmöger, Hauptmauthners auf dem Hochzoll bei Friedberg, Stadtgerichtsprotokollist[16]